# Depfa Bank
Die Depfa Bank plc ist eine ehemals unabhängige Bank mit Schwerpunkt auf der Finanzierung der öffentlichen Hand. Sie hieß ehedem Deutsche Pfandbriefanstalt und ist seit dem 19. November 2021 eine hundertprozentige Tochtergesellschaft der BAWAG Group AG. Von 2007 bis zum 19. Dezember 2014 war die Depfa Teil der Hypo Real Estate. Vom 19. Dezember 2014 bis 19. November 2021 war sie Teil der  bundeseigenen Bad Bank FMS Wertmanagement.

## Geschichte

### Staatliches Unternehmen zur Kommunalfinanzierung
Gegründet wurde sie 1922 als staatliche Preußische Landespfandbriefanstalt zur Finanzierung des Kleinwohnungsbaus. 1949 wechselte der Hauptsitz von Berlin nach Wiesbaden. 1951 änderte man den Namen in Deutsche Pfandbriefanstalt, aus der sich der heutige Name noch ableitet. Ab 1954 war die Bank eine bundesunmittelbare Körperschaft des öffentlichen Rechts. In den 1970er Jahren erstarkte das heutige Geschäftsfeld Kommunalkredite. 1979 erwarb die DePfa eine Mehrheitsbeteiligung an der Deutschen Bau- und Bodenbank AG. 1997/98 erfolgte der Versuch einer feindlichen Übernahme der DePfa durch die schweizerische UBS. 1998/99 wurde die Deutsche Bau- und Bodenbank AG mit dem Geschäftsbereich „Immobilienfinanzierung“ der Depfa zusammengelegt.

### Privatisierung
Im Rahmen der Privatisierungspolitik der Bundesrepublik Deutschland wurde die DEPFA zum Jahreswechsel 1989/90 in eine Aktiengesellschaft umgewandelt und 1991 für umgerechnet etwa 275 Millionen Euro an die Börse gebracht.
Der Börsengang und die damit verbundene breite Platzierung der Aktien fand im März 1991 statt. Seit 1990 arbeitete die Depfa nicht mehr auf der Basis eines öffentlichen Auftrages, sondern fühlte sich (so die eigene Darstellung) als markt- und ertragsorientiertes Unternehmen dem Shareholder-Value-Prinzip verpflichtet.

### Aufspaltung und HRE-Übernahme
2001 wurde das Unternehmen aufgespalten in eine Bank zur Staatsfinanzierung (die heutige Depfa Bank plc, eine Aktiengesellschaft irischen Rechts mit Hauptsitz in Dublin) und eine aus dem Geschäftsbereich der Immobilienfinanzierung, die ausgegliederte und ebenfalls an der Börse notierte Aareal Bank. Eine der größten Finanzierungen im öffentlichen Sektor der Depfa war die des Viaduc de Millau. Nach dem Umzug nach Irland geht die Depfa Inc zu risikoreicheren Finanzierungen über. Mit kurzfristigen Anleihen am Kapitalmarkt finanziert die Bank langfristige Darlehen.
Die Aktie war bis 1. Oktober 2007 in Deutschland im MDAX gelistet. Im Juli 2007 wurde ein Zusammenschluss mit der Hypo Real Estate ausgehandelt, die je Depfa-Aktie 0,189 eigene Aktien sowie 6,80 Euro in bar bezahlte. Die HRE bezahlte insgesamt 5,2 Milliarden Euro für den Kauf der Depfa Bank AG. Der damalige Vorstandsvorsitzende Gerhard Bruckermann erhielt für seine 7 Millionen Aktien die Summe von 100 Mio. Euro. Kurz nach dem Verkauf der Anteile an die Hypo Real Estate geriet die HRE auch aufgrund schlechter Wertpapiere, in welche die DEPFA investiert hatte, in Schwierigkeiten. Bruckermann veräußerte seine Aktien direkt nach dem Tausch.
Unter anderem Refinanzierungsschwierigkeiten der Depfa im Zuge der „Subprimekrise“, brachten Ende September 2008 auch die Hypo Real Estate in Schwierigkeiten, die in Folge großes Aufsehen in der deutschen Öffentlichkeit erregten und dazu führten, dass die HRE u. a. hohe staatliche Hilfen zu ihrer Rettung erhielt. Die Depfa Bank plc benötigt dabei nach Schätzung von Anfang 2009 etwa 10 Milliarden Euro an direkter Finanzhilfe.
Gemäß einer Auflage der EU-Kommission betreibt die Depfa kein Neugeschäft mehr.

### Abwicklung und Verkauf
Am 13. Mai 2014 beschloss der Lenkungsausschuss des Finanzmarktstabilisierungsfonds SoFFin – entgegen der ursprünglichen Planung, die Bank nicht zu verkaufen –  das gesamte Kreditgeschäft der Depfa im Wert von rund 34 Milliarden Euro durch die bundeseigene Bad Bank FMS Wertmanagement abwickeln zu lassen. Die Vorstandsvorsitzende der HRE, Manuela Better, hatte einen Verkauf der Depfa für zuletzt 320 Millionen Euro vorbereitet und trat in diesem Zusammenhang zurück. Die FMS Wertmanagement hat am 19. Dezember 2014 die Depfa Bank übernommen und am 19. November 2021 an die BAWAG Group AG verkauft.